# Dimitri van Toren
Dimitri van Toren (Bréda, né le 16 décembre 1940 et mort le 21 mai 2015 à Reusel) est un chanteur néerlandais.

## Discographie

### CD
- 2002 De vertelling gaat door
- 2000 Hé, kom aan 2000/Mijn generatie (2005)
- 1998 Verder almaar dichter
- 1995 Dimitri Toren 30 jaar
- 1994 Onder dezelfde zon
- 1992 En dan weer daar
- 1991 Afwachtend en Oplettend
- 1989 Alsof de maan de aarde kust
- 1988 Dwars door het pretpark

### LP
- 1989 Alsof de maan de aarde kust
- 1988 Dwars door het pretpark
- 1986 Het beste van Dimitri Van Toren
- 1983 Drijfkracht
- 1981 En soms waait er zoiets als vrede door mijn hart
- 1980 Met 'n beetje geluk
- 1979 Scène Rustique
- 1977 Uiterlijk Wel Innerlijk Nooit
- 1976 Door dromen getekend
- 1975 Een nieuw portret van Dimitri Van Toren
- 1974 Dimitri Van Toren
- 1973 In de Teerstoof
- 1973 Een portret van Dimitri Van Toren
- 1973 Zullen we dansen of hard weglopen
- 1972 Warm en stil
- 1970 Dimitri Van Toren '63 - '64
- 1970 Naar een onbekende omhelzing
- 1969 De gelaatstrek van een lied
- 1968 Tussen hemel en aarde
- 1966 Hé, kom aan